# Ban Tham Pla
Ban Tham Pla (Thai: บ้านถ้ำปลา) is een plaats in de tambon Pong Ngam in de provincie Chiang Rai. De plaats heeft een oppervlakte van 2 km² en telde in 2009 in totaal 887 inwoners, waarvan 399 mannen en 488 vrouwen. Ban Tham Pla telde destijds 289 huishoudens. De plaats is vernoemd naar de grot die zich in de plaats bevindt, de Tham Pla.
In Ban Tham Pla bevindt zich een basisschool, waarop 176 leerlingen zitten. Deze leerlingen krijgen les van de in totaal acht docenten. Ook bevindt zich in de plaats een wetenschapsschool, de "Wat Tham Pla Wittayakhom School", een Chinese taalschool en een vakschool, de Sai vakschool. Op de wetenschapsschool zitten 409 leerlingen en 25 docenten, op de Chinese taalschool zitten 600 leerlingen en 24 docenten en op de vakschool zitten 300 leerlingen en 20 docenten.
In Ban Tham Pla bevinden zich twee tempels, de "Wat Tham Pla" en de "Wat Tha Sa Hin Phjanak", en twee chedi's, de "Phra That Chedi Chuta Kea" en de "Phra That Chedi Inplaeng". Tevens bevindt zich in de plaats het tambonkantoor.

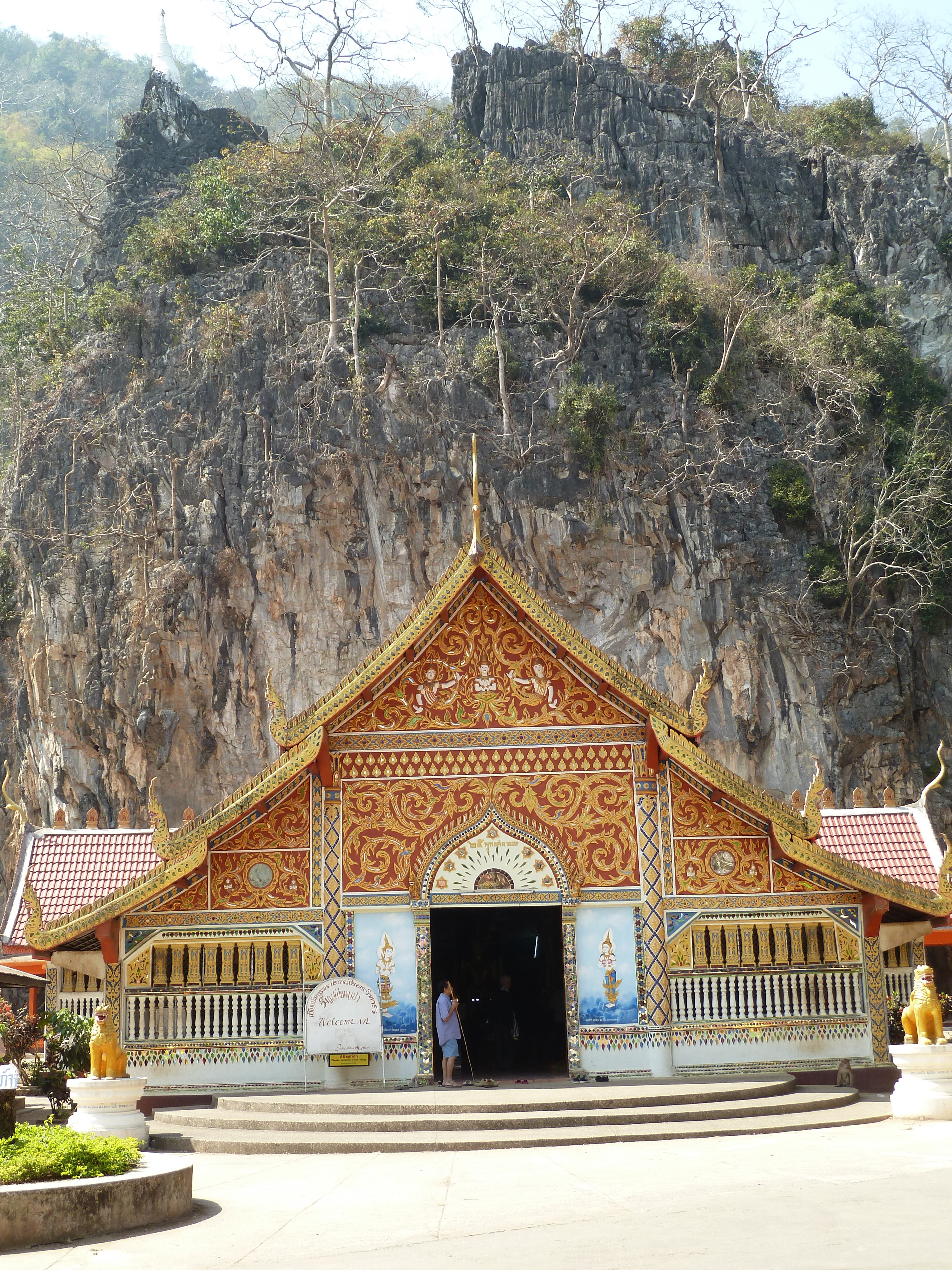
De Wat Tham Pla